# Julián Aznar
Julián Aznar (25 de febrero de 1978) es un artista argentino nacido en Buenos Aires. Compositor, intérprete y productor.

## Biografía
Pese a ser más conocido por su actividad musical, durante su adolescencia se desempeñó como dibujante, ilustrando portadas y cómics como Virus, con guion de Ricardo Barreiro.
Es el creador de DJ Patrick King, un personaje que firmaba covers sintéticos de la popular banda argentina Patricio Rey y sus Redonditos de Ricota, y es el compositor y productor detrás de Nussbaum.
En 2009 edita el sencillo Electric Gigolo en vinilo, del cual se desprende el videogame del mismo nombre, transformándose así en el primer artista argentino en tener su propio videojuego.
En 2011 edita su primer álbum, Early Singles, el cual es nominado a los Premios Gardel 2012 como Mejor Álbum Música Electrónica. En relación con este disco, previamente había realizado su primera muestra individual, llamada Early Works.
A principios de 2012 sufre hipoacusia súbita, perdiendo la audición en su oído izquierdo.

## Vida privada
En 2017 nace su primera hija: Emilia Aznar.